# Erzincan (circonscription électorale)
La circonscription électorale d'Erzincan correspond à la province du même nom et envoie 2 députés à la Grande assemblée nationale de Turquie.

## Composition
La circonscription d'Erzincan est divisée en 9 districts (ilçe). Chaque district est composé d'un chef-lieu et de municipalités (communes et villages).

## Résultats électoraux

### Élections législatives de 2018
| Partis                   | Partis                                        | Voix    | %     | Sièges | +/-           | Élus                             |
| ------------------------ | --------------------------------------------- | ------- | ----- | ------ | ------------- | -------------------------------- |
|                          | Parti de la justice et du développement (AKP) | 66 465  | 44,76 | 2      |               | Süleyman Karaman et Burhan Çakır |
|                          | Parti républicain du peuple (CHP)             | 37 865  | 25,49 | 0      | en stagnation |                                  |
|                          | Parti d'action nationaliste (MHP)             | 27 652  | 18,62 | 0      | en stagnation |                                  |
|                          | Parti démocratique des peuples (HDP)          | 8 387   | 5,65  | 0      | en stagnation |                                  |
|                          | Le Bon Parti (İYİ)                            | 6 194   | 4,17  | 0      | Nv.           |                                  |
|                          | Parti de la félicité (SP)                     | 1 629   | 1,10  | 0      | en stagnation |                                  |
|                          | Parti patriote (VATAN)                        | 160     | 0,11  | 0      | en stagnation |                                  |
|                          | Parti de la cause libre (HÜDA PAR)            | 144     | 0,10  | 0      | en stagnation |                                  |
|                          |                                               |         |       |        |               |                                  |
| Total                    | Total                                         | 148 496 | 100   | 2      | en stagnation | -                                |
| Inscrits / participation | Inscrits / participation                      | 162 532 | 90,05 |        |               |                                  |

### Élections législatives de 2023
| Partis                   | Partis                                        | Voix    | %     | Sièges | +/-           | Élus             |
| ------------------------ | --------------------------------------------- | ------- | ----- | ------ | ------------- | ---------------- |
|                          | Parti de la justice et du développement (AKP) | 60 389  | 38,62 | 1      | 1             | Süleyman Karaman |
|                          | Parti républicain du peuple (CHP)             | 56 111  | 35,89 | 1      | 1             | Mustafa Sarıgül  |
|                          | Parti d'action nationaliste (MHP)             | 30 669  | 19,62 | 0      | en stagnation |                  |
|                          | Nouveau parti de la prospérité (YRP)          | 2 262   | 1,45  | 0      | Nv.           |                  |
|                          | Parti de la gauche verte (YSP)                | 2 076   | 1,33  | 0      | en stagnation |                  |
|                          | Parti de la victoire (ZP)                     | 1 530   | 0,98  | 0      | Nv.           |                  |
|                          | Parti de la grande unité (BBP)                | 578     | 0,37  | 0      | en stagnation |                  |
|                          | Parti des travailleurs de Turquie (TIP)       | 518     | 0,33  | 0      | en stagnation |                  |
|                          | Parti de la patrie (M)                        | 472     | 0,30  | 0      | Nv.           |                  |
|                          | Parti de la justice (AP)                      | 334     | 0,21  | 0      | Nv.           |                  |
|                          | Parti de la mère patrie (ANAP)                | 312     | 0,20  | 0      | en stagnation |                  |
|                          | Le Bon Parti (İYİ)                            | 185     | 0,12  | 0      | en stagnation |                  |
|                          | Parti de l'union du pouvoir (GBP)             | 98      | 0,06  | 0      | Nv.           |                  |
|                          | Parti de gauche (SOL)                         | 82      | 0,05  | 0      | en stagnation |                  |
|                          | Parti patriote (VATAN)                        | 81      | 0,05  | 0      | en stagnation |                  |
|                          | Parti des droits et libertés (HAK)            | 77      | 0,05  | 0      | en stagnation |                  |
|                          | Parti jeune (GP)                              | 77      | 0,05  | 0      | en stagnation |                  |
|                          | Parti de libération du peuple (HKP)           | 67      | 0,04  | 0      | en stagnation |                  |
|                          | Parti de la nation (MP)                       | 63      | 0,04  | 0      | en stagnation |                  |
|                          | Parti communiste de Turquie (TKP)             | 47      | 0,03  | 0      | en stagnation |                  |
|                          | Mouvement communiste (TKH)                    | 28      | 0,02  | 0      | Nv.           |                  |
|                          | Parti de l'innovation (YP)                    | 15      | 0,01  | 0      | Nv.           |                  |
|                          | Parti de la justice et de l'unité (AB)        | 7       | 0,00  | 0      | Nv.           |                  |
|                          | Parti de la route nationale (MYP)             | 1       | 0,00  | 0      | Nv.           |                  |
|                          | Indépendants (Ind.)                           | 275     | 0,18  | 0      | en stagnation |                  |
|                          |                                               |         |       |        |               |                  |
| Total                    | Total                                         | 156 354 | 100   | 2      | en stagnation | -                |
| Inscrits / participation | Inscrits / participation                      | 170 013 | 90,50 |        |               |                  |